# Bordel (revue)
Pour les articles homonymes, voir Bordel (homonymie).
Bordel est une revue littéraire créée en 2003 par Frédéric Beigbeder et Stéphane Million.

## Histoire
Initialement sous-titrée Ouvert à tous, la revue Bordel se présente comme une « initiative bordélique » de mélanger des écrivains en leur laissant toute liberté. Les textes qu'elle propose représentent alors une « promenade vigoureuse et décapante dans les étages de l'écriture d'aujourd'hui : réalisme trash, satire destroy, pamphlet nihiliste, poésie désabusée, exhibitionnisme froid, auto-fiction mythomane, imagination narcissique ».
De 2003 à 2006, la diffusion de la revue est assurée par Flammarion qui publie cinq numéros, avec Frédéric Beigbeder comme directeur littéraire. La revue collabore alors avec des auteurs médiatiquement reconnus. Les numéros 6 et 7 seront publiés, eux, chez Scali.
À partir de 2008, Stéphane Million crée sa propre maison d'édition (Stéphane Million éditeur), laquelle reprend à son compte la publication de la revue qui fait alors une part plus grande à des auteurs méconnus du grand public.
En 2013, la revue fête ses 10 ans en publiant 10 ans, bordel !, ouvrage collectif chez Pocket.

## Numéros

### Chez Flammarion
1. 2003 : Bordel. Ouvert à tous  (ISBN 2-08-068509-0)
2. 2004 : Bordel. Toujours aussi pute  (ISBN 2-08-068611-9)
3. 2004 : Bordel. Ouvert à tous  (ISBN 2-08-068713-1)
4. 2005 : Bordel. À la télé  (ISBN 2-08-068870-7)
5. 2006 : Bordel. Au stade  (ISBN 2-08-068982-7)

### Chez Scali
1. 2007 : Bordel. Patrick Dewaere  (ISBN 978-2-35012-085-0)
2. 2007 : Bordel. Les Voyous  (ISBN 978-2-35012-137-6)

### Chez Stéphane Million éditeur
1. 2008 : Bordel. La Jeune Fille  (ISBN 978-2-917702-00-0)
2. 2008 : Bordel. Jean-Michel Basquiat  (ISBN 978-2-917702-04-8)
3. 2009 : Bordel. Imposteur  (ISBN 978-2-917702-09-3)
4. 2009 : Bordel. The Rat Pack  (ISBN 978-2-917702-13-0)
5. 2010 : Le Grand Bordel de Cannes  (ISBN 978-2-917702-18-5)
6. 2010 : Bordel. Pierre Desproges  (ISBN 978-2917702-25-3)
7. 2011 : Bordel. Japon  (ISBN 978-2-917702-33-8)
8. 2012 : Bordel. Made in China  (ISBN 978-2-917702-55-0)

#### Numéros spéciaux
1. 2012 : Bordel. Foot  (ISBN 978-2-917702-55-0)
2. 2012 : Bordel. Hussards  (ISBN 978-2-917702-59-8)

## Collaborateurs
(mai 2022).
Si vous disposez d'ouvrages ou d'articles de référence ou si vous connaissez des sites web de qualité traitant du thème abordé ici, merci de compléter l'article en donnant les références utiles à sa vérifiabilité et en les liant à la section « Notes et références ».
- Sophie Adriansen
- Chloé Alifax
- Jérôme Attal
- Frédéric Beigbeder
- Tristane Banon
- Alain Berenboom
- Anne Bernert
- Éric Bénier-Bürckel
- Charles Berberian
- Delphine Bertholon
- Paul-Éric Blanrue
- Frédéric Boilet
- Bernie Bonvoisin
- Grégoire Bouillier
- Sylvie Bourgeois
- Solène Bouton
- Mathias Bresson
- Cedric Bru
- Jean-Charles de Castelbajac (illustrations)[6]
- Jean-Pierre Cescosse
- Régis Clinquart
- Pierre Cornette de Saint-Cyr
- Albert Cossery
- Jean-Louis Costes
- Philippe Dana
- Maurice G. Dantec
- Scali Delpeyrat
- Pierre Denan (en)
- Johnny Depp
- Virginie Despentes
- Nicolas d'Estienne d'Orves
- Philippe Di Folco
- Guillaume Dustan
- Patrick Eudeline
- Christophe Ferré
- David Foenkinos
- Élise Fontenaille
- Thierry Frémont
- Frédéric Grolleau
- Thomas Gunzig
- Nora Hamdi
- Alexis HK
- Michel Houellebecq
- Roland Jaccard
- Philippe Jaenada
- Serge Joncour
- Matthieu Jung
- Roger Knobelspiess
- Jonathan Lambert (illustrations)
- Katia Landréas
- Thibault Lang-Willar
- Thomas Lélu
- Stefan Liberski
- Alexandre et Timothée Macé Dubois
- Jay McInerney
- Pierre Mérot
- Catherine Millet
- Yann Moix
- Éric Neuhoff
- Martin Page
- Nicolas Pages
- Denis Parent
- Charles Pépin
- Tristan Ranx
- Nicolas Rey
- Julien Ribot
- Denis Robert
- Hugues Royer
- Jean-Paul Rouve
- Anna Rozen
- Franck Ruzé
- Fanny Salmeron
- Renaud Santa Maria
- Yves Simon
- Bruno de Stabenrath
- François Taillandier
- Bertrand Tessier
- Christophe Tison
- Jean Tulard
- Christine Van de Putte
- Pierre Vavasseur
- Hélèna Villovitch
- Marc Vilrouge
- Florian Zeller
- François Reibel